# Ітатка (Асінівський район)
Іта́тка (рос. Итатка) — присілок у складі Асінівського району Томської області, Росія. Входить до складу Большедороховського сільського поселення.

## Населення
Населення — 5 осіб (2010; 4 у 2002).
Національний склад (станом на 2002 рік):
- росіяни — 100 %